# ابرو (مبارکه)
ابرو (مبارکه)، روستایی از توابع بخش مرکزی شهرستان مبارکه در استان اصفهان ایران است.

## جمعیت
این روستا در دهستان طالخونچه قرار دارد و براساس سرشماری مرکز آمار ایران در سال ۱۳۸۵، جمعیت آن ۳۲۹ نفر (۷۷ خانوار) بوده‌است.